# Mesochorus zoerneri
Mesochorus zoerneri là một loài tò vò trong họ Ichneumonidae.